# Formuła 1 Sezon 2013
Sezon 2013 Formuły 1 – 64. sezon o Mistrzostwo Świata Formuły 1 i ostatni sezon, w którym używane były silniki 2,4 V8, jako że od roku 2014 zostały zastąpione przez bardziej przyjazne środowisku jednostki 1,6 V6 turbo. Po raz czwarty z rzędu triumfował Sebastian Vettel i jego zespół – Red Bull Racing.

## Prezentacje bolidów
| Samochód          | Data i miejsce prezentacji                                       |
| ----------------- | ---------------------------------------------------------------- |
| Lotus E21         | 28 stycznia 2013 – Enstone, Wielka Brytania                      |
| McLaren MP4-28    | 31 stycznia 2013 – Woking, Wielka Brytania                       |
| Ferrari F138      | 1 lutego 2013 – Maranello, Włochy                                |
| Force India VJM06 | 1 lutego 2013 – Silverstone, Wielka Brytania                     |
| Sauber C32        | 2 lutego 2013 – Hinwil, Szwajcaria                               |
| Red Bull RB9      | 3 lutego 2013, g. 14:00 – Milton Keynes, Wielka Brytania         |
| Mercedes F1 W04   | 4 lutego 2013, g. 13:30 (lok.) – Jerez de la Frontera, Hiszpania |
| Toro Rosso STR8   | 4 lutego 2013, g. 17:30 (lok.) – Jerez de la Frontera, Hiszpania |
| Caterham CT03     | 5 lutego 2013 – Jerez de la Frontera, Hiszpania                  |
| Marussia MR02     | 5 lutego 2013 – Jerez de la Frontera, Hiszpania                  |
| Williams FW35     | 19 lutego 2013 – Barcelona, Hiszpania                            |

## Lista startowa
| Zespół                        | Konstruktor             | Samochód | Silnik (2.4l V8)  | Opony | Nr | Kierowcy wyścigowi  | Rundy | Kierowcy rezerwowi                                  |
| ----------------------------- | ----------------------- | -------- | ----------------- | ----- | -- | ------------------- | ----- | --------------------------------------------------- |
| Infiniti Red Bull Racing      | Red Bull Racing-Renault | RB9      | Renault RS27-2013 | P     | 1  | Sebastian Vettel    | 1–19  | Sébastien Buemi António Félix da Costa              |
| Infiniti Red Bull Racing      | Red Bull Racing-Renault | RB9      | Renault RS27-2013 | P     | 2  | Mark Webber         | 1–19  | Sébastien Buemi António Félix da Costa              |
| Scuderia Ferrari              | Ferrari                 | F138     | Ferrari 056       | P     | 3  | Fernando Alonso     | 1–19  | Davide Rigon Marc Gené Pedro de la Rosa             |
| Scuderia Ferrari              | Ferrari                 | F138     | Ferrari 056       | P     | 4  | Felipe Massa        | 1–19  | Davide Rigon Marc Gené Pedro de la Rosa             |
| Vodafone McLaren Mercedes     | McLaren-Mercedes        | MP4-28   | Mercedes FO 108F  | P     | 5  | Jenson Button       | 1–19  | Gary Paffett Oliver Turvey Kevin Magnussen          |
| Vodafone McLaren Mercedes     | McLaren-Mercedes        | MP4-28   | Mercedes FO 108F  | P     | 6  | Sergio Pérez        | 1–19  | Gary Paffett Oliver Turvey Kevin Magnussen          |
| Lotus F1 Team                 | Lotus-Renault           | E21      | Renault RS27-2013 | P     | 7  | Kimi Räikkönen      | 1–17  | Davide Valsecchi Jérôme d’Ambrosio Nicolas Prost    |
| Lotus F1 Team                 | Lotus-Renault           | E21      | Renault RS27-2013 | P     | 7  | Heikki Kovalainen   | 18–19 | Davide Valsecchi Jérôme d’Ambrosio Nicolas Prost    |
| Lotus F1 Team                 | Lotus-Renault           | E21      | Renault RS27-2013 | P     | 8  | Romain Grosjean     | 1–19  | Davide Valsecchi Jérôme d’Ambrosio Nicolas Prost    |
| Mercedes AMG Petronas F1 Team | Mercedes                | F1 W04   | Mercedes FO 108F  | P     | 9  | Nico Rosberg        | 1–19  | Brendon Hartley                                     |
| Mercedes AMG Petronas F1 Team | Mercedes                | F1 W04   | Mercedes FO 108F  | P     | 10 | Lewis Hamilton      | 1–19  | Brendon Hartley                                     |
| Sauber F1 Team                | Sauber-Ferrari          | C32      | Ferrari 056       | P     | 11 | Nico Hülkenberg     | 1–19  | Robin Frijns Kimiya Satō                            |
| Sauber F1 Team                | Sauber-Ferrari          | C32      | Ferrari 056       | P     | 12 | Esteban Gutiérrez   | 1–19  | Robin Frijns Kimiya Satō                            |
| Sahara Force India F1 Team    | Force India-Mercedes    | VJM06    | Mercedes FO 108F  | P     | 14 | Paul di Resta       | 1–19  | James Rossiter James Calado                         |
| Sahara Force India F1 Team    | Force India-Mercedes    | VJM06    | Mercedes FO 108F  | P     | 15 | Adrian Sutil        | 1–19  | James Rossiter James Calado                         |
| Williams F1 Team              | Williams-Renault        | FW35     | Renault RS27-2013 | P     | 16 | Pastor Maldonado    | 1–19  | Susie Wolff                                         |
| Williams F1 Team              | Williams-Renault        | FW35     | Renault RS27-2013 | P     | 17 | Valtteri Bottas     | 1–19  | Susie Wolff                                         |
| Scuderia Toro Rosso           | STR-Ferrari             | STR8     | Ferrari 056       | P     | 18 | Jean-Éric Vergne    | 1–19  | Sébastien Buemi António Félix da Costa Daniił Kwiat |
| Scuderia Toro Rosso           | STR-Ferrari             | STR8     | Ferrari 056       | P     | 19 | Daniel Ricciardo    | 1–19  | Sébastien Buemi António Félix da Costa Daniił Kwiat |
| Caterham F1 Team              | Caterham-Renault        | CT03     | Renault RS27-2013 | P     | 20 | Charles Pic         | 1–19  | Alexander Rossi Ma Qinghua Heikki Kovalainen        |
| Caterham F1 Team              | Caterham-Renault        | CT03     | Renault RS27-2013 | P     | 21 | Giedo van der Garde | 1–19  | Alexander Rossi Ma Qinghua Heikki Kovalainen        |
| Marussia F1 Team              | Marussia-Cosworth       | MR02     | Cosworth CA2013   | P     | 22 | Jules Bianchi       | 1–19  | Rodolfo González                                    |
| Marussia F1 Team              | Marussia-Cosworth       | MR02     | Cosworth CA2013   | P     | 23 | Max Chilton         | 1–19  | Rodolfo González                                    |
| Zespół                        | Konstruktor             | Samochód | Silnik (2.4l V8)  | Opony | Nr | Kierowcy wyścigowi  | Rundy | Kierowcy rezerwowi                                  |

### Piątkowi kierowcy
jeśli kierowca brał udział w piątkowym treningu, symbol oznacza, którego z kierowców wyścigowych zastąpił

udział kierowcy w całym weekendzie wyścigowym zaznaczono przez wytłuszczoną nazwę zespołu, w którym startował
| Kierowca          | Zespół      | Australia | Malezja |     | Bahrajn | Hiszpania | Monako | Kanada | Wielka Brytania | Niemcy | Węgry | Belgia | Włochy | Singapur | Korea Południowa | Japonia | Indie |     | Stany Zjednoczone | Brazylia |
| ----------------- | ----------- | --------- | ------- | --- | ------- | --------- | ------ | ------ | --------------- | ------ | ----- | ------ | ------ | -------- | ---------------- | ------- | ----- | --- | ----------------- | -------- |
| Ma Qinghua        | Caterham    |           |         | PIC |         |           |        |        |                 |        |       |        |        |          |                  |         |       |     |                   |          |
| Heikki Kovalainen | Caterham    |           |         |     | VDG     | PIC       |        |        |                 |        |       | PIC    | VDG    |          |                  | PIC     |       | VDG | Lotus             | Lotus    |
| Rodolfo González  | Marussia    |           |         |     | BIA     | CHI       |        |        |                 | BIA    | CHI   |        | BIA    |          | BIA              |         |       | CHI | BIA               | CHI      |
| Alexander Rossi   | Caterham    |           |         |     |         |           |        | PIC    |                 |        |       |        |        |          |                  |         |       |     | VDG               |          |
| James Calado      | Force India |           |         |     |         |           |        |        |                 |        |       |        | SUT    |          | DIR              |         | DIR   | SUT |                   | DIR      |
| Daniił Kwiat      | Toro Rosso  |           |         |     |         |           |        |        |                 |        |       |        |        |          |                  |         |       |     | VER               | RIC      |

### Zmiany wśród zespołów
HRT F1 Team
- W połowie listopada właściciel HRT – spółka Thesan Capital, wystawił zespół na sprzedaż[57]. Do końca listopada zespół nie znalazł nowego właściciela[58]. Wskutek tego FIA nie wpisała HRT na listę startową sezonu 2013[59].

Marussia F1 Team
- Rosyjski zespół, będący ostatnim w stawce po odejściu HRT, który nie korzystał z systemu odzyskiwania energii kinetycznej KERS oficjalnie potwierdził, iż w sezonie 2013 będzie korzystał z tegoż systemu, dostarczonego przez ekipę Williams[60]

Red Bull Racing
- 25 listopada 2012 roku ogłoszono, że sponsorem tytularnym obrońcy mistrzowskiego tytułu, zespołu Red Bull Racing zostanie producent samochodów – Infiniti. Oficjalna nazwa zespołu Red Bull Racing w sezonie 2013 brzmi więc: Infiniti Red Bull Racing. Nowa, czteroletnia umowa dotyczy, poza sponsoringiem, ścisłej współpracy technicznej z japońskim producentem. Producent z Tokio chce bowiem opracować wraz z austriackim zespołem nowy system odzyskiwania energii kinetycznej KERS[13].

### Zmiany wśród kierowców

#### Przed sezonem
Caterham F1 Team
- Zeszłoroczny kierowca Marussia F1 Team – Francuz Charles Pic podpisał wieloletni kontrakt z malezyjskim zespołem Caterham F1 Team[49].
- Partnerem Francuza w sezonie 2013 został Holender Giedo van der Garde – były kierowca GP2.

Marussia F1 Team
- Po opuszczeniu zespołu przez Charlesa Pica nowym kierowcą zespołu został dotychczasowy kierowca testowy Marussi, czwarty kierowca serii GP2 w sezonie 2012, Brytyjczyk Max Chilton[56].
- Mimo ważnego do 2014 roku kontraktu z zespołem Marussia F1[61] w styczniu Timo Glock za porozumieniem stron opuścił zespół[62]. 6 lutego 2013 zespół poinformował, że jego miejsce zajmie wicemistrz serii GP2 z ubiegłego roku – Luiz Razia[63]. Sponsorzy Razii okazali się jednak niewypłacalni, dlatego zespół zerwał umowę z Brazylijczykiem i 1 marca 2013 poinformował, że miejsce Razii zajął francuski kierowca Jules Bianchi[64].

Mercedes AMG Petronas F1 Team
- Wychowanek zespołu McLaren Lewis Hamilton postanowił rozstać się po 6 latach współpracy z ekipą z Woking. Brytyjczyk miał być niezadowolony z otrzymywanego wynagrodzenia oraz braku możliwości zawierania personalnych umów sponsorskich. Wymagania Lewisa Hamiltona spełnił zespół Mercedes, a więc Hamilton został partnerem zespołowym Nico Rosberga[26]. Tym samym kontrakt z siedmiokrotnym mistrzem świata Formuły 1, legendarnym Michaelem Schumacherem nie został przedłużony. Niemiec zdecydował się na definitywne zakończenie kariery kierowcy w Formule 1 wraz z zakończeniem sezonu[65].

Sahara Force India F1 Team
- Po opuszczeniu zespołu przez Nico Hülkenberga, miejsce Niemca w zespole zajął jego rodak, Adrian Sutil, który wrócił do Force India po roku przerwy[42].

Sauber F1 Team
- Po odejściu Sergio Péreza zespół Sauber potwierdził, że jednym z ich etatowych kierowców zostanie Niemiec Nico Hülkenberg. Hülkenberg będzie się ścigał już w trzecim zespole w Formule 1, po zespole Williams w sezonie 2010 i Force India w sezonie 2012[35].
- Zespół Sauber zdecydował się nie przedłużać kontraktu z Japończykiem Kamui Kobayashim, lecz zatrudnić trzeciego kierowcę serii GP2 w sezonie 2012, Estebana Gutiérreza. Meksykanin był łączony z tą posadą przez dłuższy czas po odejściu Sergio Péreza ze względu na umowę sponsorską, która wciąż łączą Meksyk i zespół Sauber[36].
- Mistrz Formuły Renault 3.5, Holender Robin Frijns został ogłoszony kierowcą testowym zespołu Sauber[36].

Vodafone McLaren
- Po odejściu Lewisa Hamiltona zespół McLaren postanowił zatrudnić świetnie spisującego się w pierwszej połowie sezonu Meksykanina Sergio Péreza. Będzie się więc on ścigać u boku Jensona Buttona[26].

Williams F1
- Wieloletni kierowca testowy zespołu Williams, Valtteri Bottas zastąpił Bruno Sennę jako kierowca wyścigowy ekipy z Grove. Fin, który w sezonie 2011 został mistrzem GP3, a kolejny rok spędził w roli testera, mógł być prawie pewny objęcia posady kierowcy wyścigowego po tym jak zastępował Bruno Sennę podczas 15 zeszłorocznych treningów[44].

## Kalendarz

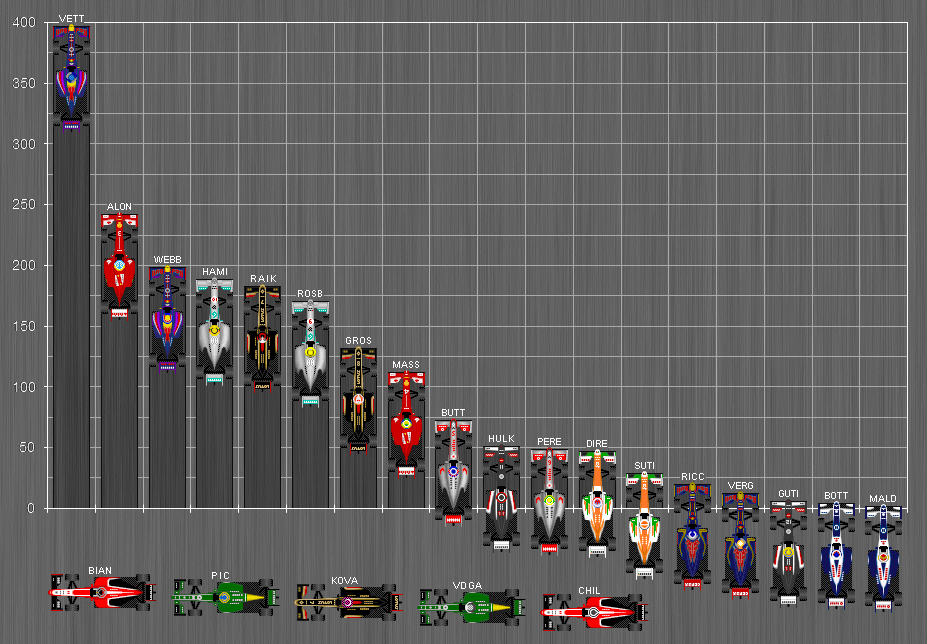
Klasyfikacja generalna przedstawiona w formie graficznej

Lista przedstawia oficjalny kalendarz Światowej Rady Sportów Motorowych FIA z dnia 8 marca 2013.
| Grand Prix Australii Rolex Australian Grand Prix | Grand Prix Australii Rolex Australian Grand Prix | Grand Prix Australii Rolex Australian Grand Prix | Grand Prix Australii Rolex Australian Grand Prix |
| ------------------------------------------------ | ------------------------------------------------ | --- | --- |
| 1. 879.                                          | Szczegółowy rezultat                             | Data: 15 – 17 marca · Długość: 307,574 km · Liczba okrążeń: 58 · Zwycięzca z 2012 r.: J. Button (McLaren) · Tor: Albert Park Circuit · Miejsce: Australia, Melbourne · Czas UTC: 7:00 · Czas lokalny: 17:00 | Zwycięzca 1. treningu: S. Vettel (Red Bull) Zwycięzca 2. treningu: S. Vettel (Red Bull) Zwycięzca 3. treningu: R. Grosjean (Lotus) Pole position: S. Vettel (Red Bull) Zwycięzca: K. Räikkönen (Lotus) 2. miejsce: F. Alonso (Ferrari) 3. miejsce: S. Vettel (Red Bull) Najszybsze okrążenie: K. Räikkönen (Lotus) |

| Grand Prix Malezji Petronas Malaysia Grand Prix | Grand Prix Malezji Petronas Malaysia Grand Prix | Grand Prix Malezji Petronas Malaysia Grand Prix | Grand Prix Malezji Petronas Malaysia Grand Prix |
| ----------------------------------------------- | ----------------------------------------------- | --- | --- |
| 2. 880.                                         | Szczegółowy rezultat                            | Data: 22 – 24 marca · Długość: 310,408 km · Liczba okrążeń: 56 · Zwycięzca z 2012 r.: F. Alonso (Ferrari) · Tor: Sepang International Circuit · Miejsce: Malezja, Kuala Lumpur · Czas UTC: 9:00 · Czas lokalny: 16:00 | Zwycięzca 1. treningu: M. Webber (Red Bull) Zwycięzca 2. treningu: K. Räikkönen (Lotus) Zwycięzca 3. treningu: S. Vettel (Red Bull) Pole position: S. Vettel (Red Bull) Zwycięzca: S. Vettel (Red Bull)) 2. miejsce: M. Webber (Red Bull) 3. miejsce: L. Hamilton (Mercedes) Najszybsze okrążenie: S. Pérez (McLaren) |

| Grand Prix Chin UBS Chinese Grand Prix | Grand Prix Chin UBS Chinese Grand Prix | Grand Prix Chin UBS Chinese Grand Prix | Grand Prix Chin UBS Chinese Grand Prix |
| -------------------------------------- | -------------------------------------- | --- | --- |
| 3. 881.                                | Szczegółowy rezultat                   | Data: 12 – 14 kwietnia · Długość: 305,066 km · Liczba okrążeń: 56 · Zwycięzca z 2012 r.: N. Rosberg (Mercedes) · Tor: Shanghai International Circuit · Miejsce: Chiny, Szanghaj · Czas UTC: 9:00 · Czas lokalny: 15:00 | Zwycięzca 1. treningu: N. Roberg (Mercedes) Zwycięzca 2. treningu: F. Massa (Ferrari) Zwycięzca 3. treningu: F. Alonso (Ferrari) Pole position: L. Hamilton (Mercedes) Zwycięzca: F. Alonso (Ferrari)) 2. miejsce: K. Räikkönen (Lotus) 3. miejsce: L. Hamilton (Mercedes) Najszybsze okrążenie: S. Vettel (Red Bull) |

| Grand Prix Bahrajnu Gulf Air Bahrain Grand Prix | Grand Prix Bahrajnu Gulf Air Bahrain Grand Prix | Grand Prix Bahrajnu Gulf Air Bahrain Grand Prix | Grand Prix Bahrajnu Gulf Air Bahrain Grand Prix |
| ----------------------------------------------- | ----------------------------------------------- | --- | --- |
| 4. 882.                                         | Szczegółowy rezultat                            | Data: 19 – 21 kwietnia · Długość: 308,238 km · Liczba okrążeń: 57 · Zwycięzca z 2012 r.: S. Vettel (Red Bull) · Tor: Bahrain International Circuit · Miejsce: Bahrajn, Manama · Czas UTC: 14:00 · Czas lokalny: 15:00 | Zwycięzca 1. treningu: F. Massa (Ferrari) Zwycięzca 2. treningu: K. Räikkönen (Lotus) Zwycięzca 3. treningu: F. Alonso (Ferrari) Pole position: N. Rosberg (Mercedes) Zwycięzca: S. Vettel (Red Bull) 2. miejsce: K. Räikkönen (Lotus) 3. miejsce: R. Grosjean (Lotus) Najszybsze okrążenie: S. Vettel (Red Bull) |

| Grand Prix Hiszpanii Gran Premio de España | Grand Prix Hiszpanii Gran Premio de España | Grand Prix Hiszpanii Gran Premio de España | Grand Prix Hiszpanii Gran Premio de España |
| ------------------------------------------ | ------------------------------------------ | --- | --- |
| 5. 883.                                    | Szczegółowy rezultat                       | Data: 10 – 12 maja · Długość: 307,104 km · Liczba okrążeń: 66 · Zwycięzca z 2012 r.: P. Maldonado (Williams) · Tor: Circuit de Catalunya · Miejsce: Hiszpania, Barcelona · Czas UTC: 14:00 · Czas lokalny: 14:00 | Zwycięzca 1. treningu: F. Alonso (Ferrari) Zwycięzca 2. treningu: S. Vettel (Red Bull) Zwycięzca 3. treningu: F. Massa (Ferrari) Pole position: N. Rosberg (Mercedes) Zwycięzca: F. Alonso (Ferrari) 2. miejsce: K. Räikkönen (Lotus) 3. miejsce: F. Massa (Ferrari) Najszybsze okrążenie: E. Gutiérrez (Sauber) |

| Grand Prix Monako Grand Prix de Monaco | Grand Prix Monako Grand Prix de Monaco | Grand Prix Monako Grand Prix de Monaco | Grand Prix Monako Grand Prix de Monaco |
| -------------------------------------- | -------------------------------------- | --- | --- |
| 6. 884.                                | Szczegółowy rezultat                   | Data: 23 – 26 maja · Długość: 260,520 km · Liczba okrążeń: 78 · Zwycięzca z 2012 r.: M. Webber (Red Bull) · Tor: Circuit de Monaco · Miejsce: Monako, Monte Carlo · Czas UTC: 14:00 · Czas lokalny: 14:00 | Zwycięzca 1. treningu: N. Rosberg (Mercedes) Zwycięzca 2. treningu: N. Rosberg (Mercedes) Zwycięzca 3. treningu: N. Rosberg (Mercedes) Pole position: N. Rosberg (Mercedes) Zwycięzca: N. Rosberg (Mercedes) 2. miejsce: S. Vettel (Red Bull) 3. miejsce: M. Webber (Red Bull) Najszybsze okrążenie: S. Vettel (Red Bull) |

| Grand Prix Kanady Grand Prix du Canada | Grand Prix Kanady Grand Prix du Canada | Grand Prix Kanady Grand Prix du Canada | Grand Prix Kanady Grand Prix du Canada |
| -------------------------------------- | -------------------------------------- | --- | --- |
| 7. 885.                                | Szczegółowy rezultat                   | Data: 7 – 9 czerwca · Długość: 305,270 km · Liczba okrążeń: 70 · Zwycięzca z 2012 r.: L. Hamilton (McLaren) · Tor: Circuit Gilles Villeneuve · Miejsce: Kanada, Montreal · Czas UTC: 20:00 · Czas lokalny: 14:00 | Zwycięzca 1. treningu: P. di Resta (Force India) Zwycięzca 2. treningu: F. Alonso (Ferrari) Zwycięzca 3. treningu: M. Webber (Red Bull) Pole position: S. Vettel (Red Bull) Zwycięzca: S. Vettel (Red Bull) 2. miejsce: F. Alonso (Ferrari) 3. miejsce: L. Hamilton (Ferrari) Najszybsze okrążenie: M. Webber (Red Bull) |

| Grand Prix Wielkiej Brytanii British Grand Prix | Grand Prix Wielkiej Brytanii British Grand Prix | Grand Prix Wielkiej Brytanii British Grand Prix | Grand Prix Wielkiej Brytanii British Grand Prix |
| ----------------------------------------------- | ----------------------------------------------- | --- | --- |
| 8. 886.                                         | Szczegółowy rezultat                            | Data: 28 – 30 czerwca · Długość: 306,198 km · Liczba okrążeń: 52 · Zwycięzca z 2012 r.: M. Webber (Red Bull) · Tor: Silverstone Circuit · Miejsce: Wielka Brytania, Silverstone · Czas UTC: 14:00 · Czas lokalny: 13:00 | Zwycięzca 1. treningu: D. Ricciardo (Toro Rosso) Zwycięzca 2. treningu: N. Rosberg (Mercedes) Zwycięzca 3. treningu: N. Rosberg (Mercedes) Pole position: L. Hamilton (Mercedes) Zwycięzca: N. Rosberg (Mercedes) 2. miejsce: M. Webber (Red Bull) 3. miejsce: F. Alonso (Ferrari) Najszybsze okrążenie: M. Webber (Red Bull) |

| Grand Prix Niemiec Großer Preis von Deutschland | Grand Prix Niemiec Großer Preis von Deutschland | Grand Prix Niemiec Großer Preis von Deutschland | Grand Prix Niemiec Großer Preis von Deutschland |
| ----------------------------------------------- | ----------------------------------------------- | --- | --- |
| 9. 887.                                         | Szczegółowy rezultat                            | Data: 5 – 7 lipca · Długość: 308,623 km · Liczba okrążeń: 60 · Zwycięzca z 2012 r.: F. Alonso (Ferrari) (na Hockenheimringu) · Tor: Nürburgring · Miejsce: Niemcy, Norymberga · Czas UTC: 14:00 · Czas lokalny: 14:00 | Zwycięzca 1. treningu: L. Hamilton (Mercedes) Zwycięzca 2. treningu: S. Vettel (Red Bull) Zwycięzca 3. treningu: S. Vettel (Red Bull) Pole position: L. Hamilton (Mercedes) Zwycięzca: S. Vettel (Red Bull) 2. miejsce: K. Räikkönen (Lotus) 3. miejsce: R. Grosjean (Lotus) Najszybsze okrążenie: F. Alonso (Ferrari) |

| Grand Prix Węgier Magyar Nagydíj | Grand Prix Węgier Magyar Nagydíj | Grand Prix Węgier Magyar Nagydíj | Grand Prix Węgier Magyar Nagydíj |
| -------------------------------- | -------------------------------- | --- | --- |
| 10. 888.                         | Szczegółowy rezultat             | Data: 26 – 28 lipca · Długość: 306,630 km · Liczba okrążeń: 70 · Zwycięzca z 2012 r.: L. Hamilton (McLaren) · Tor: Hungaroring · Miejsce: Węgry, Budapeszt · Czas UTC:14:00 · Czas lokalny: 14:00 | Zwycięzca 1. treningu: S. Vettel (Red Bull) Zwycięzca 2. treningu: S. Vettel (Red Bull) Zwycięzca 3. treningu: R. Grosjean (Lotus) Pole position: L. Hamilton (Mercedes) Zwycięzca: L. Hamilton (Mercedes) 2. miejsce: K. Räikkönen (Lotus) 3. miejsce: S. Vettel (Red Bull) Najszybsze okrążenie: M. Webber (Red Bull) |

| Grand Prix Belgii Shell Belgian Grand Prix | Grand Prix Belgii Shell Belgian Grand Prix | Grand Prix Belgii Shell Belgian Grand Prix | Grand Prix Belgii Shell Belgian Grand Prix |
| ------------------------------------------ | ------------------------------------------ | --- | --- |
| 11. 889.                                   | Szczegółowy rezultat                       | Data: 23 – 25 sierpnia · Długość: 308,052 km · Liczba okrążeń: 44 · Zwycięzca z 2012 r.: J. Button (McLaren) · Tor: Circuit de Spa-Francorchamps · Miejsce: Belgia, Stavelot · Czas UTC: 14:00 · Czas lokalny: 14:00 | Zwycięzca 1. treningu: F. Alonso (Ferrari) Zwycięzca 2. treningu: S. Vettel (Red Bull) Zwycięzca 3. treningu: S. Vettel (Red Bull) Pole position: L. Hamilton (Mercedes) Zwycięzca: S. Vettel (Red Bull) 2. miejsce: F. Alonso (Ferrari) 3. miejsce: L. Hamilton (Mercedes) Najszybsze okrążenie: S. Vettel (Red Bull) |

| Grand Prix Włoch Gran Premio d’Italia | Grand Prix Włoch Gran Premio d’Italia | Grand Prix Włoch Gran Premio d’Italia | Grand Prix Włoch Gran Premio d’Italia |
| ------------------------------------- | ------------------------------------- | --- | --- |
| 12. 890.                              | Szczegółowy rezultat                  | Data: 6 – 8 września · Długość: 306,720 km · Liczba okrążeń: 53 · Zwycięzca z 2012 r.: L. Hamilton (McLaren) · Tor: Autodromo Nazionale di Monza · Miejsce: Włochy, Monza · Czas UTC: 14:00 · Czas lokalny: 14:00 | Zwycięzca 1. treningu: L. Hamilton (Mercedes) Zwycięzca 2. treningu: c Zwycięzca 3. treningu: S. Vettel (Red Bull) Pole position: S. Vettel (Red Bull) Zwycięzca: S. Vettel (Red Bull) 2. miejsce: F. Alonso (Ferrari) 3. miejsce: M. Webber (Mercedes) Najszybsze okrążenie: L. Hamilton (Mercedes) |

| Grand Prix Singapuru1 Singapore Grand Prix | Grand Prix Singapuru1 Singapore Grand Prix | Grand Prix Singapuru1 Singapore Grand Prix | Grand Prix Singapuru1 Singapore Grand Prix |
| ------------------------------------------ | ------------------------------------------ | --- | --- |
| 13. 891.                                   | Szczegółowy rezultat                       | Data: 20 – 22 września · Długość: 309,316 km · Liczba okrążeń: 61 · Zwycięzca z 2012r.: S. Vettel (Red Bull) · Tor: Marina Bay Street Circuit · Miejsce: Singapur, Singapur · Czas UTC: 14:00 · Czas lokalny: 20:00 | Zwycięzca 1. treningu: L. Hamilton (Mercedes) Zwycięzca 2. treningu: S. Vettel (Red Bull) Zwycięzca 3. treningu: S. Vettel (Red Bull) Pole position: S. Vettel (Red Bull) Zwycięzca: S. Vettel (Red Bull) 2. miejsce: F. Alonso (Ferrari) 3. miejsce: K. Räikkönen (Lotus) Najszybsze okrążenie: S. Vettel (Red Bull) |

| Grand Prix Korei Południowej Korean Grand Prix | Grand Prix Korei Południowej Korean Grand Prix | Grand Prix Korei Południowej Korean Grand Prix | Grand Prix Korei Południowej Korean Grand Prix |
| ---------------------------------------------- | ---------------------------------------------- | --- | --- |
| 14. 892.                                       | Szczegółowy rezultat                           | Data: 4 – 6 października · Długość: 308,630 km · Liczba okrążeń: 55 · Zwycięzca z 2012 r.: S. Vettel (Red Bull) · Tor: Korean International Circuit · Miejsce: Korea Południowa, Yeongam · Czas UTC: 8:00 · Czas lokalny: 15:00 | Zwycięzca 1. treningu: L. Hamilton (Mercedes) Zwycięzca 2. treningu: L. Hamilton (Mercedes) Zwycięzca 3. treningu: S. Vettel (Red Bull) Pole position: S. Vettel (Red Bull) Zwycięzca: S. Vettel (Red Bull) 2. miejsce: K. Räikkönen (Lotus) 3. miejsce: R. Grosjean (Lotus) Najszybsze okrążenie: S. Vettel (Red Bull) |

| Grand Prix Japonii Japanese Grand Prix | Grand Prix Japonii Japanese Grand Prix | Grand Prix Japonii Japanese Grand Prix | Grand Prix Japonii Japanese Grand Prix |
| -------------------------------------- | -------------------------------------- | --- | --- |
| 15. 893.                               | Szczegółowy rezultat                   | Data: 11 – 13 października · Długość: 307,471 km · Liczba okrążeń: 53 · Zwycięzca z 2012 r.: S. Vettel (Red Bull) · Tor: Suzuka International Racing Course · Miejsce: Japonia, Suzuka · Czas UTC: 8:00 · Czas lokalny: 15:00 | Zwycięzca 1. treningu: L. Hamilton (Mercedes) Zwycięzca 2. treningu: S. Vettel (Red Bull) Zwycięzca 3. treningu: M. Webber (Red Bull) Pole position: M. Webber (Red Bull) Zwycięzca: S. Vettel (Red Bull) 2. miejsce: M. Webber (Red Bull) 3. miejsce: R. Grosjean (Lotus) Najszybsze okrążenie: M. Webber (Red Bull) |

| Grand Prix Indii Airtel Grand Prix of India | Grand Prix Indii Airtel Grand Prix of India | Grand Prix Indii Airtel Grand Prix of India | Grand Prix Indii Airtel Grand Prix of India |
| ------------------------------------------- | ------------------------------------------- | --- | --- |
| 16. 894.                                    | Szczegółowy rezultat                        | Data: 25 – 27 października · Długość: 307,249 km · Liczba okrążeń: 60 · Zwycięzca z 2012 r.: S. Vettel (Red Bull) · Tor: Buddh International Circuit · Miejsce: Indie, Nowe Delhi · Czas UTC: 10:30 · Czas lokalny: 15:00 | Zwycięzca 1. treningu: S. Vettel (Red Bull) Zwycięzca 2. treningu: S. Vettel (Red Bull) Zwycięzca 3. treningu: S. Vettel (Red Bull) Pole position: S. Vettel (Red Bull) Zwycięzca: S. Vettel (Red Bull) 2. miejsce: N. Rosberg (Mercedes) 3. miejsce: R. Grosjean (Lotus) Najszybsze okrążenie: K. Räikkönen (Lotus) |

| Grand Prix Abu Zabi2 Etihad Airways Abu Dhabi Grand Prix | Grand Prix Abu Zabi2 Etihad Airways Abu Dhabi Grand Prix | Grand Prix Abu Zabi2 Etihad Airways Abu Dhabi Grand Prix | Grand Prix Abu Zabi2 Etihad Airways Abu Dhabi Grand Prix |
| -------------------------------------------------------- | -------------------------------------------------------- | --- | --- |
| 17. 895.                                                 | Szczegółowy rezultat                                     | Data: 1 – 3 listopada · Długość: 305,355 km · Liczba okrążeń: 55 · Zwycięzca z 2012 r.: K. Räikkönen (Lotus) · Tor: Yas Marina Circuit · Miejsce: Zjednoczone Emiraty Arabskie, Abu Zabi · Czas UTC: 14:00 · Czas lokalny: 17:00 | Zwycięzca 1. treningu: R. Grosjean (Lotus) Zwycięzca 2. treningu: S. Vettel (Red Bull) Zwycięzca 3. treningu: S. Vettel (Red Bull) Pole position: M. Webber (Red Bull) Zwycięzca: S. Vettel (Red Bull) 2. miejsce: M. Webber (Red Bull) 3. miejsce: N. Rosberg (Mercedes) Najszybsze okrążenie: F. Alonso (Ferrari) |

| Grand Prix Stanów Zjednoczonych United States Grand Prix | Grand Prix Stanów Zjednoczonych United States Grand Prix | Grand Prix Stanów Zjednoczonych United States Grand Prix | Grand Prix Stanów Zjednoczonych United States Grand Prix |
| -------------------------------------------------------- | -------------------------------------------------------- | --- | --- |
| 18. 896.                                                 | Szczegółowy rezultat                                     | Data: 15 – 17 listopada · Długość: 308,405 km · Liczba okrążeń: 56 · Zwycięzca z 2012 r.: L. Hamilton (McLaren) · Tor: Circuit of the Americas · Miejsce: Stany Zjednoczone, Austin · Czas UTC: 20:00 · Czas lokalny: 13:00 | Zwycięzca 1. treningu: F. Alonso (Ferrari) Zwycięzca 2. treningu: S. Vettel (Red Bull) Zwycięzca 3. treningu: S. Vettel (Red Bull) Pole position: S. Vettel (Red Bull) Zwycięzca: S. Vettel (Red Bull) 2. miejsce: R. Grosjean (Lotus) 3. miejsce: M. Webber (Red Bull) Najszybsze okrążenie: S. Vettel (Red Bull) |

| Grand Prix Brazylii Grande Prêmio do Brasil | Grand Prix Brazylii Grande Prêmio do Brasil | Grand Prix Brazylii Grande Prêmio do Brasil | Grand Prix Brazylii Grande Prêmio do Brasil |
| ------------------------------------------- | ------------------------------------------- | --- | --- |
| 19. 897.                                    | Szczegółowy rezultat                        | Data: 22 – 24 listopada · Długość: 305,909 km · Liczba okrążeń: 71 · Zwycięzca z 2012 r.: J. Button (McLaren) · Tor: Autódromo José Carlos Pace · Miejsce: Brazylia, São Paulo · Czas UTC: 17:00 · Czas lokalny: 14:00 | Zwycięzca 1. treningu: N. Rosberg (Mercedes) Zwycięzca 2. treningu: N. Rosberg (Mercedes) Zwycięzca 3. treningu: M. Webber Pole position: S. Vettel (Red Bull) Zwycięzca: S. Vettel (Red Bull) 2. miejsce: M. Webber (Red Bull) 3. miejsce: F. Alonso (Ferrari) Najszybsze okrążenie: M. Webber (Red Bull) |

1 Wyścig nocny – rozgrywany przy sztucznym oświetleniu.

2 Wyścig dzienno-nocny – start wyścigu rozegrany zostanie przed zachodem słońca, a zawodnicy przyjadą na metę przy ciemnym niebie. Oświetlenie zostanie włączone przed wyścigiem.

## Zmiany

### W kalendarzu
- Nürburgring na mocy umowy z Hockenheimring miał organizować Grand Prix Niemiec w sezonie 2013[179]. Ze względu na problemy finansowe Nürburgringu Bernie Ecclestone oświadczył jednak, że jeżeli problemy te nie zostaną rozwiązane, to Grand Prix Niemiec w sezonie 2013 będzie organizować Hockenheimring[180]. Bernie Ecclestone porozumiał się jednak z władzami toru i 31 stycznia 2013 roku potwierdzono, że wyścig będzie odbywać się na Nürburgringu[181].

- Rok 2012 był ostatnim rokiem organizowania Grand Prix Europy na torze Valencia Street Circuit[180]. Wskutek tego Grand Prix Hiszpanii będzie organizowane naprzemiennie na torach Valencia Street Circuit i Circuit de Catalunya[182]. W 2013 roku Grand Prix Hiszpanii Formuły odbędzie się na torze Circuit de Catalunya[182].
- Pierwotnie w sezonie 2013 planowano debiut Grand Prix Ameryki. Wyścig miał się odbyć w czerwcu na nowym, zaprojektowanym przez Hermanna Tilke torze Port Imperial Street Circuit[183]. Jednakże ze względu na opóźnienia w przygotowaniu inauguracyjny wyścig został przełożony na sezon 2014[184].

- Mimo braku pozwolenia na zorganizowanie Grand Prix Ameryki planowano umieścić w kalendarzu 20 wyścigów Grand Prix. Bernie Ecclestone chciał, by dziesiąta runda mistrzostw odbyła się w Europie, jednak ze względu na brak chętnych do organizacji wyścigu, 8 marca ostatecznie potwierdzono, że w kalendarzu na sezon 2013 znajdzie się tylko 19 eliminacji[185].

### W przepisach
- 16 listopada 2012 roku Charlie Whiting ogłosił, że ze względów bezpieczeństwa, zarówno w treningach, jak i kwalifikacjach używanie DRS zostanie ograniczone tylko do wyznaczonych na torze stref[186].
- Godzina policyjna zostanie zwiększona z sześciu do ośmiu godzin, a jej złamanie będzie dozwolone tylko dwa razy[187].
- Od sezonu 2013 w związku ze wzrostem ciężaru opon zostanie zwiększona minimalna dopuszczalna masa samochodów, z 640 do 642 kg[188].

## Klasyfikacje
| Legenda oznaczeń w tabelach wyników Wyświetl szablon na nowej stronie | Legenda oznaczeń w tabelach wyników Wyświetl szablon na nowej stronie                                                                     |
| Oznaczenie                                                            | Wyjaśnienie |
| --------------------------------------------------------------------- | --- |
| Złoty                                                                 | Zwycięzca lub mistrzostwo |
| Srebrny                                                               | 2. miejsce lub wicemistrzostwo |
| Brązowy                                                               | 3. miejsce lub II wicemistrzostwo |
| Zielony                                                               | Ukończył, punktował (w klasyfikacji generalnej, gdy zdobył co najmniej jeden punkt na przestrzeni sezonu, poza trzema powyższymi opcjami) |
| Niebieski                                                             | Ukończył, nie punktował (w klasyfikacji generalnej, gdy nie zdobył co najmniej jednego punktu na przestrzeni sezonu)                      |
| Czerwony                                                              | Nie zakwalifikował się (NZ) |
| Czerwony                                                              | Nie prekwalifikował się (NPK) |
| Różowy                                                                | Nie ukończył (NU) |
| Różowy                                                                | Niesklasyfikowany (NS) (w klasyfikacji generalnej, gdy nie został sklasyfikowany w żadnym wyścigu sezonu)                                 |
| Czarny                                                                | Zdyskwalifikowany (DK) |
| Czarny                                                                | Wykluczony (WYK/EX) |
| Biały                                                                 | Nie wystartował (NW) |
| Biały                                                                 | Kontuzjowany (K/INJ) |
| Biały                                                                 | Wyścig odwołany (OD/C) |
| Bez koloru                                                            | Został wycofany (WYC/WD) |
| Bez koloru                                                            | Nie przybył (NP/DNA) |
| Bez koloru                                                            | Nie brał udziału w treningach (NT/DNP) |
| Bez koloru                                                            | Nie został zgłoszony (–) |
| Pogrubienie                                                           | Start z pole position |
| Kursywa                                                               | Najszybsze okrążenie wyścigu |
| †                                                                     | Nie ukończył, ale jego rezultat został zaliczony ze względu na przejechanie więcej niż 90% dystansu wyścigu.                              |
| *                                                                     | Sezon w trakcie |
| 1/2/3                                                                 | Punktowana pozycja w sprincie |
| Lista systemów punktacji Formuły 1                                    | |

### Kierowcy
| Poz. | Kierowca            | Zespół      | Australia | Malezja |    | Bahrajn | Hiszpania | Monako | Kanada | Wielka Brytania | Niemcy | Węgry | Belgia | Włochy | Singapur | Korea Południowa | Japonia | Indie |    | Stany Zjednoczone | Brazylia | Punkty |
| ---- | ------------------- | ----------- | --------- | ------- | -- | ------- | --------- | ------ | ------ | --------------- | ------ | ----- | ------ | ------ | -------- | ---------------- | ------- | ----- | -- | ----------------- | -------- | ------ |
| 1    | Sebastian Vettel    | Red Bull    | 3         | 1       | 4  | 1       | 4         | 2      | 1      | NU              | 1      | 3     | 1      | 1      | 1        | 1                | 1       | 1     | 1  | 1                 | 1        | 397    |
| 2    | Fernando Alonso     | Ferrari     | 2         | NU      | 1  | 8       | 1         | 7      | 2      | 3               | 4      | 5     | 2      | 2      | 2        | 6                | 4       | 11    | 5  | 5                 | 3        | 242    |
| 3    | Mark Webber         | Red Bull    | 6         | 2       | NU | 7       | 5         | 3      | 4      | 2               | 7      | 4     | 5      | 3      | 15       | NU               | 2       | NU    | 2  | 3                 | 2        | 199    |
| 4    | Lewis Hamilton      | Mercedes    | 5         | 3       | 3  | 5       | 12        | 4      | 3      | 4               | 5      | 1     | 3      | 9      | 5        | 5                | NU      | 6     | 7  | 4                 | 9        | 189    |
| 5    | Kimi Räikkönen      | Lotus       | 1         | 7       | 2  | 2       | 2         | 10     | 9      | 5               | 2      | 2     | NU     | 11     | 3        | 2                | 5       | 7     | NU | –                 | –        | 183    |
| 6    | Nico Rosberg        | Mercedes    | NU        | 4       | NU | 9       | 6         | 1      | 5      | 1               | 9      | 19†   | 4      | 6      | 4        | 7                | 8       | 2     | 3  | 9                 | 5        | 171    |
| 7    | Romain Grosjean     | Lotus       | 10        | 6       | 9  | 3       | NU        | NU     | 13     | 19†             | 3      | 6     | 8      | 8      | NU       | 3                | 3       | 3     | 4  | 2                 | NU       | 132    |
| 8    | Felipe Massa        | Ferrari     | 4         | 5       | 6  | 15      | 3         | NU     | 8      | 6               | NU     | 8     | 7      | 4      | 6        | 9                | 10      | 4     | 8  | 12                | 7        | 112    |
| 9    | Jenson Button       | McLaren     | 9         | 17†     | 5  | 10      | 8         | 6      | 12     | 13              | 6      | 7     | 6      | 10     | 7        | 8                | 9       | 14    | 12 | 10                | 4        | 73     |
| 10   | Nico Hülkenberg     | Sauber      | NW        | 8       | 10 | 12      | 15        | 11     | NU     | 10              | 10     | 11    | 13     | 5      | 9        | 4                | 6       | 19†   | 14 | 6                 | 8        | 51     |
| 11   | Sergio Pérez        | McLaren     | 11        | 9       | 11 | 6       | 9         | 16†    | 11     | 20†             | 8      | 9     | 11     | 12     | 8        | 10               | 15      | 5     | 9  | 7                 | 6        | 49     |
| 12   | Paul di Resta       | Force India | 8         | NU      | 8  | 4       | 7         | 9      | 7      | 9               | 11     | 18†   | NU     | NU     | 20†      | NU               | 11      | 8     | 6  | 15                | 11       | 48     |
| 13   | Adrian Sutil        | Force India | 7         | NU      | NU | 13      | 13        | 5      | 10     | 7               | 13     | NU    | 9      | 16     | 10       | 20†              | 14      | 9     | 10 | NU                | 13       | 29     |
| 14   | Daniel Ricciardo    | STR         | NU        | 18†     | 7  | 16      | 10        | NU     | 15     | 8               | 12     | 13    | 10     | 7      | NU       | 19†              | 13      | 10    | 16 | 11                | 10       | 20     |
| 15   | Jean-Éric Vergne    | STR         | 12        | 10      | 12 | NU      | NU        | 8      | 6      | NU              | NU     | 12    | 12     | NU     | 14       | 18†              | 12      | 13    | 17 | 16                | 15       | 13     |
| 16   | Esteban Gutiérrez   | Sauber      | 13        | 12      | NU | 18      | 11        | 13     | 20†    | 14              | 14     | NU    | 14     | 13     | 12       | 11               | 7       | 15    | 13 | 13                | 12       | 6      |
| 17   | Valtteri Bottas     | Williams    | 14        | 11      | 13 | 14      | 16        | 12     | 14     | 12              | 16     | NU    | 15     | 15     | 13       | 12               | 17      | 16    | 15 | 8                 | NU       | 4      |
| 18   | Pastor Maldonado    | Williams    | NU        | NU      | 14 | 11      | 14        | NU     | 16     | 11              | 15     | 10    | 17     | 14     | 11       | 13               | 16      | 12    | 11 | 17                | 16       | 1      |
| 19   | Jules Bianchi       | Marussia    | 15        | 13      | 15 | 19      | 18        | NU     | 17     | 16              | NU     | 16    | 18     | 19     | 18       | 16               | NU      | 18    | 20 | 18                | 17       | 0      |
| 20   | Charles Pic         | Caterham    | 16        | 14      | 16 | 17      | 17        | NU     | 18     | 15              | 17     | 15    | NU     | 17     | 19       | 14               | 18      | NU    | 19 | 20                | NU       | 0      |
| 21   | Heikki Kovalainen   | Lotus       | –         | –       | –  | –       | –         | –      | –      | –               | –      | –     | –      | –      | –        | –                | –       | –     | –  | 14                | 14       | 0      |
| 22   | Giedo van der Garde | Caterham    | 18        | 15      | 18 | 21      | NU        | 15     | NU     | 18              | 18     | 14    | 16     | 18     | 16       | 15               | NU      | NU    | 18 | 19                | 18       | 0      |
| 23   | Max Chilton         | Marussia    | 17        | 16      | 17 | 20      | 19        | 14     | 19     | 17              | 19     | 17    | 19     | 20     | 17       | 17               | 19      | 17    | 21 | 21                | 19       | 0      |
| Poz. | Kierowca            | Zespół      | Australia | Malezja |    | Bahrajn | Hiszpania | Monako | Kanada | Wielka Brytania | Niemcy | Węgry | Belgia | Włochy | Singapur | Korea Południowa | Japonia | Indie |    | Stany Zjednoczone | Brazylia | Punkty |

### Konstruktorzy
| Poz. | Konstruktor             | Nr | Australia | Malezja |    | Bahrajn | Hiszpania | Monako | Kanada | Wielka Brytania | Niemcy | Węgry | Belgia | Włochy | Singapur | Korea Południowa | Japonia | Indie |    | Stany Zjednoczone | Brazylia | Punkty |
| ---- | ----------------------- | -- | --------- | ------- | -- | ------- | --------- | ------ | ------ | --------------- | ------ | ----- | ------ | ------ | -------- | ---------------- | ------- | ----- | -- | ----------------- | -------- | ------ |
| 1    | Red Bull Racing Renault | 1  | 3         | 1       | 4  | 1       | 4         | 2      | 1      | NU              | 1      | 3     | 1      | 1      | 1        | 1                | 1       | 1     | 1  | 1                 | 1        | 596    |
| 1    | Red Bull Racing Renault | 2  | 6         | 2       | NU | 7       | 5         | 3      | 4      | 2               | 7      | 4     | 5      | 3      | 15       | NU               | 2       | NU    | 2  | 3                 | 2        | 596    |
| 2    | Mercedes                | 9  | NU        | 4       | NU | 9       | 6         | 1      | 5      | 1               | 9      | 19†   | 4      | 6      | 4        | 7                | 8       | 2     | 3  | 9                 | 5        | 360    |
| 2    | Mercedes                | 10 | 5         | 3       | 3  | 5       | 12        | 4      | 3      | 4               | 5      | 1     | 3      | 9      | 5        | 5                | NU      | 6     | 7  | 4                 | 9        | 360    |
| 3    | Ferrari                 | 3  | 2         | NU      | 1  | 8       | 1         | 7      | 2      | 3               | 4      | 5     | 2      | 2      | 2        | 6                | 4       | 11    | 5  | 5                 | 3        | 354    |
| 3    | Ferrari                 | 4  | 4         | 5       | 6  | 15      | 3         | NU     | 8      | 6               | NU     | 8     | 7      | 4      | 6        | 9                | 10      | 4     | 8  | 12                | 7        | 354    |
| 4    | Lotus Renault           | 7  | 1         | 7       | 2  | 2       | 2         | 10     | 9      | 5               | 2      | 2     | NU     | 11     | 3        | 2                | 5       | 7     | NU | –                 | –        | 315    |
| 4    | Lotus Renault           | 8  | 10        | 6       | 9  | 3       | NU        | NU     | 13     | 19†             | 3      | 6     | 8      | 8      | NU       | 3                | 3       | 3     | 4  | 2                 | NU       | 315    |
| 4    | Lotus Renault           | 7  | –         | –       | –  | –       | –         | –      | –      | –               | –      | –     | –      | –      | –        | –                | –       | –     | –  | 14                | 14       | 315    |
| 5    | McLaren Mercedes        | 5  | 9         | 17†     | 5  | 10      | 8         | 6      | 12     | 13              | 6      | 7     | 6      | 10     | 7        | 8                | 9       | 14    | 12 | 10                | 4        | 122    |
| 5    | McLaren Mercedes        | 6  | 11        | 9       | 11 | 6       | 9         | 16†    | 11     | 20†             | 8      | 9     | 11     | 12     | 8        | 10               | 15      | 5     | 9  | 7                 | 6        | 122    |
| 6    | Force India Mercedes    | 14 | 8         | NU      | 8  | 4       | 7         | 9      | 7      | 9               | 11     | 18†   | NU     | NU     | 20†      | NU               | 11      | 8     | 6  | 15                | 11       | 77     |
| 6    | Force India Mercedes    | 15 | 7         | NU      | NU | 13      | 13        | 5      | 10     | 7               | 13     | NU    | 9      | 16     | 10       | 20†              | 14      | 9     | 10 | NU                | 13       | 77     |
| 7    | Sauber Ferrari          | 11 | NW        | 8       | 10 | 12      | 15        | 11     | NU     | 10              | 10     | 11    | 13     | 5      | 9        | 4                | 6       | 19†   | 14 | 6                 | 8        | 57     |
| 7    | Sauber Ferrari          | 12 | 13        | 12      | NU | 18      | 11        | 13     | 20†    | 14              | 14     | NU    | 14     | 13     | 12       | 11               | 7       | 15    | 13 | 13                | 12       | 57     |
| 8    | STR Ferrari             | 18 | 12        | 10      | 12 | NU      | NU        | 8      | 6      | NU              | NU     | 12    | 12     | NU     | 14       | 18†              | 12      | 13    | 17 | 16                | 15       | 33     |
| 8    | STR Ferrari             | 19 | NU        | 18†     | 7  | 16      | 10        | NU     | 15     | 8               | 12     | 13    | 10     | 7      | NU       | 19†              | 13      | 10    | 16 | 11                | 10       | 33     |
| 9    | Williams Renault        | 16 | NU        | NU      | 14 | 11      | 14        | NU     | 16     | 11              | 15     | 10    | 15     | 14     | 11       | 13               | 16      | 12    | 11 | 17                | 16       | 5      |
| 9    | Williams Renault        | 17 | 14        | 11      | 13 | 14      | 16        | 12     | 14     | 12              | 16     | NU    | 12     | 15     | 13       | 12               | 17      | 16    | 15 | 8                 | NU       | 5      |
| 10   | Marussia Cosworth       | 22 | 15        | 13      | 15 | 19      | 18        | NU     | 17     | 16              | NU     | 16    | 18     | 19     | 18       | 16               | NU      | 18    | 20 | 18                | 17       | 0      |
| 10   | Marussia Cosworth       | 23 | 17        | 16      | 17 | 20      | 19        | 14     | 19     | 17              | 19     | 17    | 19     | 20     | 17       | 17               | 19      | 17    | 21 | 21                | 19       | 0      |
| 11   | Caterham Renault        | 20 | 16        | 14      | 16 | 17      | 17        | NU     | 18     | 15              | 17     | 15    | NU     | 17     | 19       | 14               | 18      | NU    | 19 | 20                | NU       | 0      |
| 11   | Caterham Renault        | 21 | 18        | 15      | 18 | 21      | NU        | 15     | NU     | 18              | 18     | 14    | 16     | 18     | 16       | 15               | NU      | NU    | 18 | 19                | 18       | 0      |
| Poz. | Konstruktor             | Nr | Australia | Malezja |    | Bahrajn | Hiszpania | Monako | Kanada | Wielka Brytania | Niemcy | Węgry | Belgia | Włochy | Singapur | Korea Południowa | Japonia | Indie |    | Stany Zjednoczone | Brazylia | Punkty |